# 児童エロチカ
児童エロチカ (Child erotica, Kid's erotica)
は主に未成年児童のソフト・エロス的な描写を特徴とするもので、多くは写真などの実写表現をさす。別称、子どもエロチカ。性の芸術的表現であるエロティカの一種とされ、「児童ポルノ」と対比的な概念であり、欧米で使われる。
ストックホルムで1996年に開催された「児童の商業的性的搾取に反対する世界会議」（ストックホルム会議）において、「児童エロチカは、児童ポルノに含まない」という合意がなされているが、どこで分けるかはそれぞれの国の事情にゆだねられており、統一的な規定はない。
かっては写真家ジョック・スタージェスの作品など一般に芸術と認められているものまでを広く含めていたが、インターネットが普及したのちでは、たいていネット上に有料で運営されているプリティーン(Preteen)サイトやチャイルドモデルサイトを意味するようになった。これらのサイトは一部ヌードもあるが、ノーヌード（着衣）が多く、本人と両親の同意の下に運営されていると主張している。日本では「児童エロチカ」という呼称は一般的ではない。批判的な呼び方に合法児童ポルノ。あるいはプリット・アート （Pret Art) などと呼ばれることもある。ヌード系のサイトとしてはウクライナのLS Magazineが最も有名であったが2004年に閉鎖された。
代替児童ポルノとして児童性愛者の欲求に応える反社会的なものだという批判の声もあり、他方表現の自由を守るためその規制に反対する議論もある（下記リンクのMSN News参照）。2003年には米国でもっとも有名なトークショウ番組であるThe Oprah Winfrey Showにチャイルドモデル・サイトのスターCindyと彼女の母親が出演し、これらのモデル活動が何ら子供への搾取ではないことを訴えて、社会的理解を求めている。